# Dżibuti na Mistrzostwach Świata w Lekkoatletyce 2022
Dżibuti na Mistrzostwach Świata w Lekkoatletyce 2022 – reprezentacja Dżibuti podczas mistrzostw świata w Eugene liczyła 2 zawodników.

## Skład reprezentacji

### Mężczyźni
| Zawodnik       | Konkurencja                   | Eliminacje | Eliminacje | Finał | Finał   | Źródło |
| Zawodnik       | Konkurencja                   | Wynik      | Pozycja    | Wynik | Pozycja | Źródło |
| -------------- | ----------------------------- | ---------- | ---------- | ----- | ------- | ------ |
| Ibrahim Hassan | maraton                       | —          | —          | DNF   | DNF     | [ 1 ]  |
| Mohamed Ismail | bieg na 3000 m z przeszkodami | 8:25,85    | 22.        | NQ    | NQ      | [ 2 ]  |